# 7853 Confucius
7853 Confucius è un asteroide della fascia principale. Scoperto nel 1973, presenta un'orbita caratterizzata da un semiasse maggiore pari a 3,0468843 UA e da un'eccentricità di 0,2408995, inclinata di 5,93975° rispetto all'eclittica.